# 효애철황후
효애철황후 장씨(孝哀悊皇后 張氏, 만력 38년 10월 6일(1610년 11월 20일) ~ 숭정 17년 3월 19일(1644년 4월 25일))는 천계제의 정실황후이다. 아버지는 태강후(太康侯) 장국기(張國紀)이며, 하남성 상부출신이다.

## 생애
천계 원년(1621년), 장씨는 후궁으로 간택되어 숙녀(淑女)로 책봉 하였고, 얼마 안 돼서 황후로 책봉되었다. 2년 후인 천계 3년(1623년)에 장자인 주자연(朱慈燃)을 순산하였으나, 곧 요절하였다.
천계제가 즉위할 당시에는 환관인 위충현(魏忠賢)이 정권을 장악하고 있었고, 황제는 허수아비의 무식자나 다름없었으나, 황후 장씨는 천계제에게 "소인배(간신)를 멀리하고, 현인(충신)을 가까이하여라"(遠小人，近賢人)라고 간청하기도 하였다. 천계제 사후에 숭정제(崇禎帝)는 황후 장씨에게 존호를 가상하여, 황태후 급으로 정성스럽게 모셨다.
숭정 17년(1644년)에 이자성의 난으로 인하여 순천부(順天府)가 함락되자, 다른 후궁들하고 궁인들과 함께 자금성에서 죽음을 맞이 하였다. 사후에 순천부가 청나라에 함락된 후에는 순치제의 명으로 숭정제의 황후인 주씨와 함께 명나라 황후의 예로 장례를 치러 순천부에 안장되었다.

## 존호, 시호, 능호
천계제가 붕어하고 숭정제가 즉위한 후에 의안황후(懿安皇后)라는 존호를 받았다.
사후 명나라가 멸망한 후에, 남명의 홍광제의 의하여, 효애자정공혜온정해천협성철황후(孝哀慈靖恭惠溫貞偕天協聖悊皇后)로 추존되었고, 청나라에서는 남명을 인정하지 않아, 존호인 의안황후로 통용되었다. 능호는 덕릉(德陵)이다.